# Lonchura
Lonchura (Sykes, 1832) je rod z čeledi astrildovitých a jde o malé exotické ptactvo, často chované jako okrasné. Je to rod poměrně početný s velkým množstvím druhů i poddruhů. Obecně se jim říká i panenky nebo stračky a vyskytují se v Asii (především JZ a JV) a v Austrálii. Živí se bobulemi a zrním z klasů obilí, výjimečně i hmyzem. Nechvalně známá je hlavně panenka hnědoprsá, která se mimo dobu hnízdění sdružuje do obrovských hejn, které působí velké ztráty na úrodě obilnin. Dalším známým a početným zástupcem je třeba panenka muškátová. Tito ptáci mají velké snůšky vajec, může jich být až deset, přičemž jiné druhy z čeledi astrildovitých snášejí vajec maximálně šest. Nejedná se o příliš pestré ptáky a pohlavní dimorfismus je nevýrazný.
Do rodu Lonchura patří také oba druhy rýžovníků, které bývají někdy řazeny do samostatného rodu Padda.

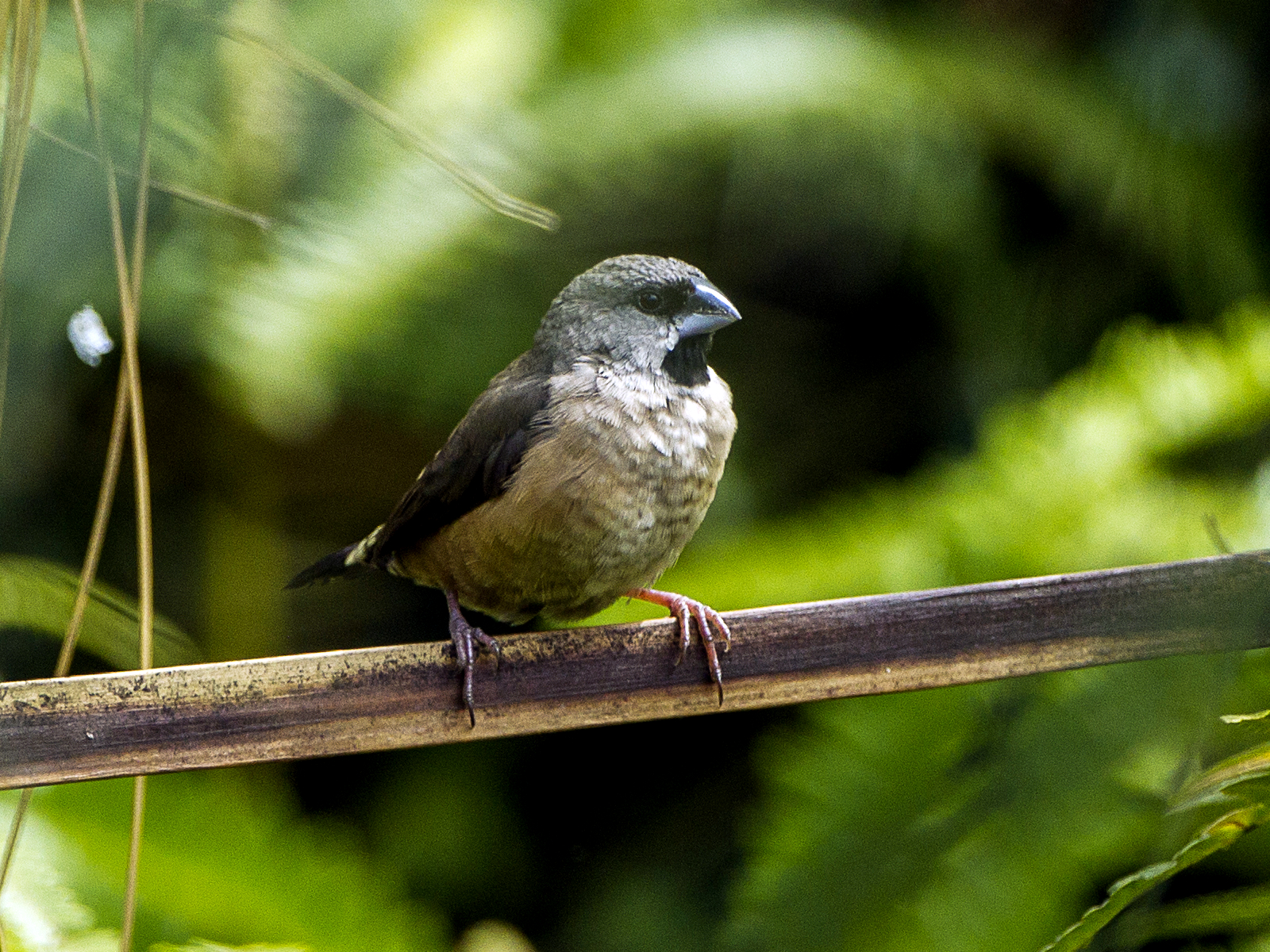
Stračka zakrslá

Do rodu Lonchura byly též řazeny stříbrozobka zpěvná (Euodice cantans) a stříbrozobka malabarská (Euodice malabarica), nyní řazené do samostatného rodu Euodice.

## Druhy

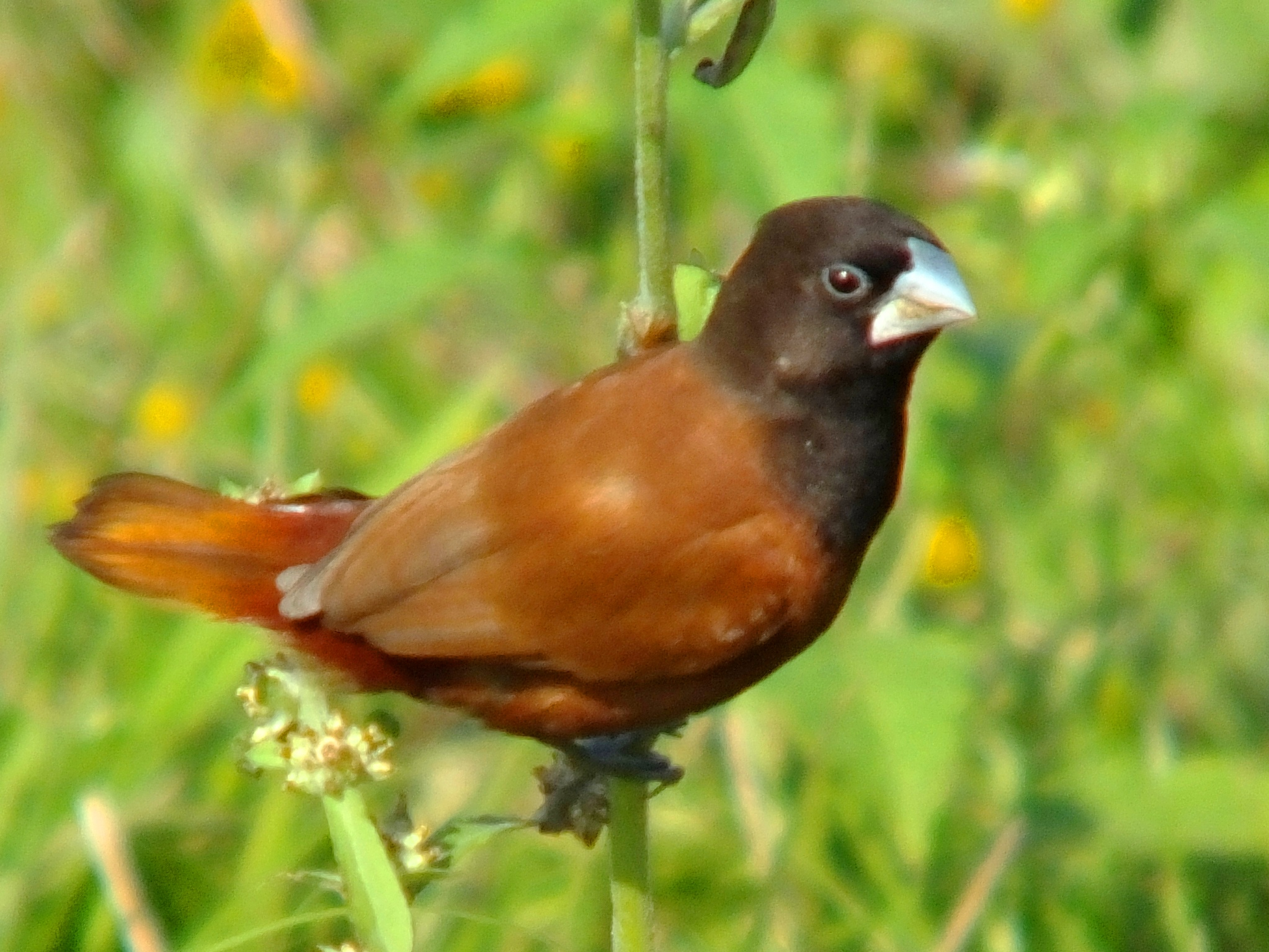
Panenka černohlavá

- Panenka černohlavá (Lonchura atricapilla)
- Stračka dvoubarvá (Lonchura bicolor)
- Panenka šedohlavá (Lonchura caniceps)
- Panenka hnědoprsá (Lonchura castaneothorax)
- Stračka malá (Lonchura cucullata)
- Panenka černohrdlá (Lonchura ferruginosa)
- Panenka žlutobřichá (Lonchura flaviprymna)
- Panenka hnědobřichá (Lonchura forbesi)
- Stračka velká (Lonchura fringilloides)
- Panenka bornejská (Lonchura fuscans)
- Panenka velká (Lonchura grandis)
- Amadina perlolící (Lonchura griseicapilla)
- Panenka šedokrká (Lonchura hunsteini )
- Panenka zlatohřbetá (Lonchura kelaarti)
- Panenka bělobřichá (Lonchura leucogastra)
- Panenka hnědohřbetá (Lonchura leucogastroides)
- Panenka bělohlavá (Lonchura maja)
- Panenka tříbarvá (Lonchura malacca)
- Panenka tlustozobá (Lonchura melaena)
- Panenka molucká ( Lonchura molucca)
- Panenka horská (Lonchura montana)
- Panenka alpínská (Lonchura monticola)
- Stračka zakrslá (Lonchura nana)
- Panenka světlehlavá (Lonchura nevermanni)
- Panenka černá (Lonchura nigerrima)
- Stračka hnědohřbetá (Lonchura nigriceps)
- Panenka bledá (Lonchura pallida)
- Panenka kaštanová  (Lonchura pallidiventer) (sporné zařazení, nomen dubium [2])
- Panenka muškátová (Lonchura punctulata)
- Panenka pětibarvá (Lonchura quinticolor)
- Panenka nádherná (Lonchura spectabilis)
- Panenka bronzová (Lonchura striata)
- Panenka temná (Lonchura stygia)
- Panenka černoprsá (Lonchura teerinki)
- Panenka žlutohřbetá (Lonchura tristissima)
- Panenka bělolící (Lonchura vana)
- Rýžovník šedý (Lonchura oryzivora)
- Rýžovník hnědý (Lonchura fuscata)